# كيفن جونسون (مغني)
كيفن جونسون (بالإنجليزية: Kevin Johnson)‏ هو مغني وكاتب أغاني ومغن مؤلف أسترالي، ولد في 3 يوليو 1942 في روكامبتون في أستراليا.

## وصلات خارجية
- الموقع الرسمي
- كيفن جونسون على موقع ميوزك برينز (الإنجليزية)
- كيفن جونسون على موقع أول ميوزيك (الإنجليزية)
- كيفن جونسون على موقع ديسكوغز (الإنجليزية)